# Trajectòria clínica
La trajectòria clínica o ruta assistencial és una de les principals eines de la gestió de la qualitat assistencial per a l'estandardització dels processos. S'ha demostrat que la seva implantació permet disminuir la variabilitat de la pràctica clínica. Les trajectòries clíniques tenen com a objectiu promoure l'atenció organitzada i eficient del pacient centrada en la medicina basada en l'evidència.

## Definició
La trajectòria clínica és una eina organitzativa multidisciplinària per a la gestió dels processos assistencials, que facilita una relació seqüencial òptima per a un determinat diagnòstic o procediment de les diferents activitats dels professionals que intervenen en l'atenció al pacient en el decurs de l'estada hospitalària. Es representa gràficament amb una matriu de Gantt.

## Història
El concepte de trajectòria clínica va aparèixer per primera vegada l'any 1985 de la mà de Karen Zander i Kathleen Bower al New England Medical Center de Boston.
Apareix com a resultat de l'adaptació dels documents utilitzats en la gestió de la qualitat industrial, els "PNTs" (Procediments Normalitzats de Treball), els objectius dels quals són:
- Millorar l'eficiència en l'ús de recursos
- Finalitzar el treball en un temps establert

## Criteris de selecció del Procediment
- Que es tracti d'un procediment o diagnòstic prevalent
- Patologia ben definida i que permeti una atenció homogènia
- Existència de recomanacions de bones pràctiques professionals o d'opinions d'experts
- Variabilitat no explicada de l'atenció
- Possibilitat d'obtenció de consens professional a l'hospital
- Implantació pluridisciplinària
- Motivació per part dels professionals de treballar en la patologia